# Мирзобеков, Маснавшо
Маснавшо Мирзобеков (15 апреля 1936 года — 15 сентября 2023 года) — советский, таджикский государственный деятель, главный врач Областной больницы в городе Хороге, заведующий Отделом здравоохранения исполнительного комитета Горно-Бадахшанского областного Совета народных депутатов Горно-Бадахшанской автономной области (1964—1997):

«…о выдающемся государственном деятеле, который организовывал работу системы здравоохранения в труднодоступных долинах Горно-Бадахшанской автономной области в течение 33 лет, будучи руководителем Отдела здравоохранения при Исполнительном комитете Совета народных депутатов ГБАО…».— 

## Биография
Родился 15 апреля 1936 года в кишлаке Бувед сельсовета Поршинев Шугнанского района Горно-Бадахшанской автономной области (ГБАО) Таджикской ССР (ныне Республика Таджикистан) в семье одного из основателей-сподвижников советской власти на Памире — Мирзобека Бадурова.
Детство и отрочество провёл с родителями в родном кишлаке. В 1944 году пошёл в 7-летнюю школу им. Маркса, учёбу продолжил в 10-летней средней школе им. Социализма, по окончании которой в 1954 году поступил в Сталинабадский медицинский институт (ныне — Таджикский государственный медицинский университет в Душанбе; в период с 1929 по 1961 гг. столица Таджикистана именовалась Сталинабад).
После получения высшего образования с августа 1960 года работал в городе Хороге заведующим терапевтическим отделом областной больницы. Затем из-за нехватки медицинских кадров был назначен заместителем главного врача в больнице Ишкашимского района Горно-Бадахшанской автономной области. В 1963 году стал директором открывшегося Хорогского медицинского училища.
В декабре (по другим источникам — в ноябре) 1963 года назначен главным врачом Областной больницы в Хороге и «отправлен в Москву для повышения квалификации. После освоения курсов повышения квалификации руководящих работников в области медицины, в июне 1964 г. назначен завотделом здравоохранения Горно-Бадахшанской автономной области. Там на этой руководящей должности он проработал до 1997 г.».
Маснавшо Мирзобеков скончался 15 сентября 2023 года в кишлаке Бувед, похоронен там же.

## Общественная деятельность
- член КПСС с 1964 года,
- народный депутат Горно-Бадахшанского областного Совета (14 выборных созывов),
- член обкома КП Таджикистана ГБАО (1964—1996)[1][2][3].

## Награды и признание
Деятельность М. Мирзобекова отмечена следующими государственными наградами:
- орден Октябрьской Революции,
- два ордена «Знак Почёта»,
- почётная грамота Президиума Верховного Совета Таджикской ССР,
- звание «Заслуженный врач Таджикской ССР»,
- знак «Отличник здравоохранения СССР»,
- знак «Отличник здравоохранения Таджикской ССР»[1][2][3].

## Семья
- Отец — Бадуров Мирзобек (тадж. Бодурбеков Мирзобек; 1900—1989) — один из основателей советской власти на Памире.
- Мать — Алимамадшоева Усниямо (1911—1988).

Жена — Шакармамамадова Давлатбегим (1943—2023) — сыновья: Юсуфбек (род. 1964) и Пулод (род. 1966).

### Комментарии
1. ↑  «…сегодня же в ГБАО действуют более 400 лечебно-профилактических учреждений…»[1].